# Газопровод BRUA
Газопровод BRUA (Болгария — Румыния — Венгрия — Австрия) — частично реализованный проект газопровода в обход Украины. Планируется, что по трубе пойдёт газ из Азербайджана через Турцию и Грецию в страны Восточной, а в перспективе и Западной Европы. Кроме того, по трубе планировалось транспортировать румынский газ, добытый в Чёрном море.
30.11.2020 завершено строительство участка газопровода на территории Румынии, его протяжённость составила 481 километр, стоимость — 377 млн евро (первый этап строительства).
Строительство участка Греция — Болгария на ноябрь 2021 года не завершено.
После завершения первого этапа Румыния сможет подавать в Венгрию и Австрию 1,75 млрд кубометров в год. Полное же осуществление проекта предполагает увеличение мощности до 4,4 млрд кубометров.

## Эксплуатация
В 2021 году по румынскому участку газопровода осуществлялись поставки российского газа из Турецкого потока в Венгрию.
Поставки по BRUA осуществляются от болгарского пункта «Негру Вода 1 / Кардам» до венгерского «Чандапалота». Загрузка газопровода составляла 96 %: 4,6 млн кубометров в сутки, или 1,68 млрд кубометров в год.